# Maurício Grotto de Camargo
Maurício Grotto de Camargo (* 26. September 1957 in Presidente Prudente, Brasilien) ist ein römisch-katholischer Geistlicher und Erzbischof von Botucatu.

## Leben
Maurício Grotto de Camargo empfing am 11. April 1981 die Priesterweihe für das Bistum Presidente Prudente.
Papst Johannes Paul II. ernannte ihn am 3. Mai 2000 zum Koadjutorbischof von Assis. Der Bischof von Presidente Prudente, Antônio Agostinho Marochi, spendete ihm am 30. Juli desselben Jahres die Bischofsweihe; Mitkonsekratoren waren Antônio de Souza CSS, Bischof von Assis, und Antônio Maria Mucciolo, Alterzbischof von Botucatu. Als Wahlspruch wählte er SEREIS MINHAS TESTEMUNHAS ATÉ OS CONFINS DO MUNDO.
Vom 17. September 2003 bis zum 24. Mai 2004 war er während der Sedisvakanz Apostolischer Administrator des Bistums Araçatuba. Mit der Emeritierung Antônio de Souzas CSS am 27. Oktober 2004 folgte er diesem im Amt des Bischofs von Assis nach. Papst Benedikt XVI. ernannte ihn am 19. November 2008 zum Erzbischof von Botucatu.